# زانبینوویتسه
زانبینوویتسه (به لهستانی:  Ząbinowice) یک روستا در لهستان است که در گمینا بتوو واقع شده‌است. زانبینوویتسه ۳۶۸ نفر جمعیت دارد.